# Ruaha (Kilosa)
Ruaha è una circoscrizione mista (mixed ward) della Tanzania situata nel distretto di Kilosa, regione di Morogoro. Conta una popolazione di 27 577 abitanti (censimento 2012).